# NGC 7816
NGC 7816 (również PGC 263 lub UGC 16) – galaktyka spiralna (Sbc), znajdująca się w gwiazdozbiorze Ryb. Odkrył ją William Herschel 26 września 1785 roku.